# Prinzapolka
Prinzapolka là một khu tự quản thuộc tỉnh Región Autónoma del Atlántico Norte, Nicaragua. Khu tự quản Prinzapolka có diện tích 7020 ki lô mét vuông. Đến thời điểm năm 2005, huyện Prinzapolka có dân số 16105 người.